# Алексеєв Євген Анатолійович
Євген Анатолійович Алексеєв — український радіоастроном, співробітник Радіоастрономічного інституту НАНУ, лауреат Премії НАНУ ім. Л. В. Шубникова (2009).

## Біографія
У 1999 році зазистив кандидатську дисертацію за спеціальністю «радіофізика», а в 2014 році — докторську дисертацію за спеціальністю «фізика приладів, елементів і систем».
Працює в Радіоастрономічному інституті НАНУ. З 2014 обіймає посаду провідного наукового співробітника у відділі мікрохвильової радіоспектрометрії. З 2018 є членом вченої ради Радіоастрономічного інституту.

## Відзнаки
- Премія НАН України імені Л. В. Шубникова за серію наукових праць «Радіоспектроскопія молекул у міліметровому діапазоні довжин хвиль», виконаних спільно з Станіславом Дюбком і Вадимом Ілюшиним (2009)[2]